# Lista de rodovias estaduais do Rio Grande do Sul

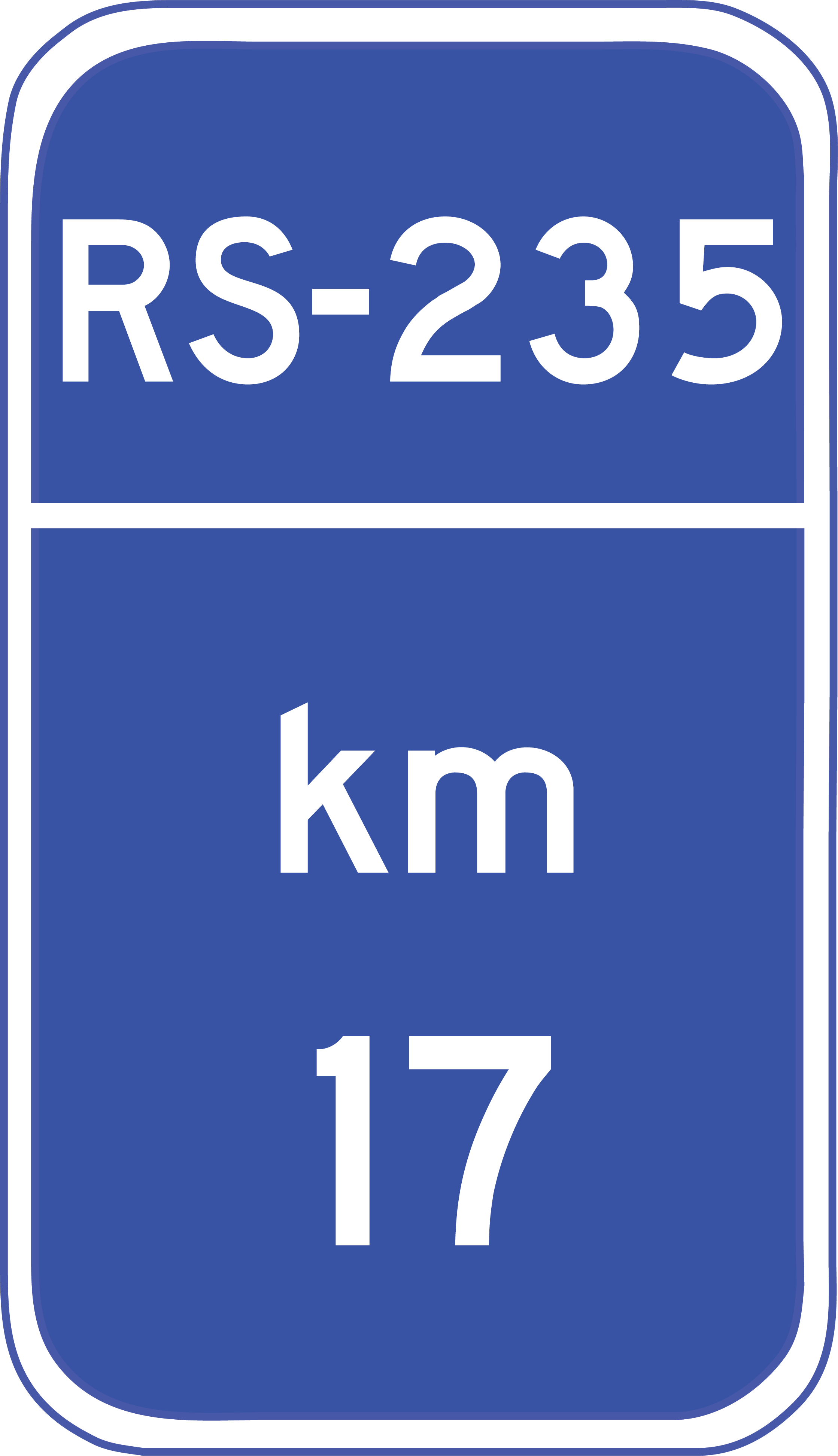
Identificação quilométrica da RS-235, uma das ruas da Rota Romântica.

Escudo da RS-122, rua na Serra Gaúcha que faz parte do roteiro turístico Caminhos da Colônia.

Escudo da RS-389, Rodovia Nelson Gonçalves, também conhecida como "Estrada do Mar".

O Rio Grande do Sul possui 5.500,26 km de rodovias federais e 11.113,15 km de rodovias sob jurisdição estadual, totalizando 16.613,41 km de rodovias. O policiamento rodoviário nas rodovias estaduais é realizado pelo Comando Rodoviário da Brigada Militar.

## Nomenclatura
A nomenclatura das rodovias gaúchas é composta por três números, precedidos das letras ERS, sendo que o E indica o domínio estadual e RS a sigla do Rio Grande do Sul. As rodovias vicinais são indicadas pelas letras VRS, enquanto que as rodovias estaduais coincidentes com rodovias federais são indicadas pelas letras RSC.

## Classificação
Obedecida a orientação e situação geográfica, além de outras características predominantes, as rodovias estaduais classificam-se em:

### Rodovias radiais
São as que partem da capital do Estado, em qualquer direção, e a ligam a outros municípios e pontos relevantes do Estado.

- 1º Algarismo = 0

- Exemplos:  ERS-020,  ERS-030,  ERS-040

- Variam de 010 a 080

### Rodovias longitudinais
São as que estão orientadas na direção norte - sul.

- 1º Algarismo = 1

- Exemplos:  ERS-115,  ERS-118,  ERS-126

- Varia de 100 a 199

### Rodovias transversais
São as que estão orientadas segundos a direção leste - oeste.

- 1º Algarismo = 2

- Exemplos:  ERS-207,  ERS-210,  ERS-230

- Variam de 200 a 299

### Rodovias diagonais
São as que estão orientadas segundo as direções nordeste - sudoeste e
noroeste - sudeste.

- 1º Algarismo = 3

- Exemplos:   ERS-324,  ERS-330,  ERS-342

- Variam de 300 a 398

### Rodovias de ligação
São aquelas que, tendo extensão inferior a 100 Km e com qualquer direção, proporcionam acesso da sede de um município à rede federal ou estadual, ligam pontos importantes de duas ou mais rodovias e permitem acesso a pontos de atração turística ou a terminais marítimos, fluviais ou ferroviários. São também consideradas como ligações às rodovias que ligam dois ou mais de dois municípios e que tenham menos de 30 Km de extensão.

- 1º Algarismo = 4 a 7

- Exemplos:  ERS-400,  ERS-500,  ERS-602,  ERS-702

- Variam de 400 a 498 no 1º Q

- Variam de 500 a 598 no 2º Q

- Variam de 600 a 698 no 3º Q

- Variam de 700 a 798 no 4º Q

## Lista das rodovias estaduais

### Rodovias radiais
- ERS-030

### Rodovias longitudinais
- ERS-110
- ERS-115
- ERS-118
- ERS-122
- ERS-124
- ERS-126
- ERS-128
- ERS-129
- ERS-130
- ERS-132
- ERS-135
- ERS-137
- ERS-142
- ERS-143
- ERS-149
- ERS-150
- ERS-155
- ERS-162
- ERS-165
- ERS-168
- ERS-176
- ERS-183

### Rodovias transversais
- ERS-207
- ERS-208
- ERS-210
- ERS-211
- ERS-218
- ERS-223
- ERS-230
- ERS-235
- ERS-239
- ERS-240
- ERS-241
- ERS-242
- ERS-244
- ERS-265

### Rodovias diagonais
- ERS-305
- ERS-307
- ERS-315
- ERS-317
- ERS-323
- ERS-324
- ERS-325
- ERS-330
- ERS-331
- ERS-332
- ERS-342
- ERS-343
- ERS-347
- ERS-348
- ERS-350
- ERS-354
- ERS-355
- ERS-357
- ERS-359
- ERS-373
- ERS-389

### Rodovias de ligação
- ERS-400
- ERS-401
- ERS-402
- ERS-403
- ERS-404
- ERS-405
- ERS-406
- ERS-407
- ERS-409
- ERS-410
- ERS-411
- ERS-412
- ERS-413
- ERS-415
- ERS-416
- ERS-417
- ERS-418
- ERS-419
- ERS-420
- ERS-421
- ERS-422
- ERS-423
- ERS-424
- ERS-425
- ERS-426
- ERS-427
- ERS-428
- ERS-430
- ERS-431
- ERS-432
- ERS-433
- ERS-434
- ERS-435
- ERS-436
- ERS-437
- ERS-438
- ERS-439
- ERS-440
- ERS-441
- ERS-442
- ERS-444
- ERS-445
- ERS-446
- ERS-447
- ERS-448
- ERS-450
- ERS-451
- ERS-452
- ERS-456
- ERS-457
- ERS-458
- ERS-460
- ERS-461
- ERS-462
- ERS-463
- ERS-464
- ERS-465
- ERS-466
- ERS-467
- ERS-469
- ERS-474
- ERS-475
- ERS-476
- ERS-477
- ERS-478
- ERS-482
- ERS-483
- ERS-484
- ERS-486
- ERS-487
- ERS-491
- ERS-492
- ERS-494
- ERS-500
- ERS-502
- ERS-504
- ERS-505
- ERS-506
- ERS-507
- ERS-508
- ERS-509
- ERS-510
- ERS-511
- ERS-512
- ERS-514
- ERS-516
- ERS-518
- ERS-520
- ERS-522
- ERS-524
- ERS-525
- ERS-526
- ERS-527
- ERS-528
- ERS-529
- ERS-531
- ERS-532
- ERS-533
- ERS-536
- ERS-539
- ERS-540
- ERS-541
- ERS-542
- ERS-550
- ERS-551
- ERS-553
- ERS-561
- ERS-566
- ERS-569
- ERS-571
- ERS-573
- ERS-575
- ERS-585
- ERS-587
- ERS-591
- ERS-596
- ERS-602
- ERS-608
- ERS-625
- ERS-630
- ERS-634
- ERS-640
- ERS-647
- ERS-654
- ERS-655
- ERS-699
- ERS-702
- ERS-703
- ERS-704
- ERS-705
- ERS-706
- ERS-709
- ERS-711
- ERS-713
- ERS-715
- ERS-717
- ERS-734
- ERS-737
- ERS-762
- ERS-776
- ERS-784
- ERS-786

### Rodovias vicinais
- VRS-801
- VRS-802
- VRS-803
- VRS-804
- VRS-805
- VRS-806
- VRS-807
- VRS-808
- VRS-809
- VRS-810
- VRS-811
- VRS-812
- VRS-813
- VRS-814
- VRS-815
- VRS-816
- VRS-817
- VRS-818
- VRS-819
- VRS-820
- VRS-822
- VRS-823
- VRS-824
- VRS-825
- VRS-826
- VRS-827
- VRS-828
- VRS-829
- VRS-830
- VRS-831
- VRS-832
- VRS-833
- VRS-834
- VRS-835
- VRS-836
- VRS-837
- VRS-838
- VRS-839
- VRS-840
- VRS-841
- VRS-842
- VRS-843
- VRS-845
- VRS-847
- VRS-848
- VRS-849
- VRS-850
- VRS-851
- VRS-853
- VRS-854
- VRS-855
- VRS-856
- VRS-858
- VRS-862
- VRS-863
- VRS-864
- VRS-865
- VRS-867
- VRS-868
- VRS-871
- VRS-873
- VRS-874